# Гибсон, Марелиса
Марелиса Гибсон (исп. Marelisa Gibson) — венесуэльская модель, победительница конкурса Мисс Венесуэла 2009 года. Представляла Венесуэлу на конкурсе «Мисс Вселенная 2010», но не прошла отбор в финал.

## Ранние годы
Марелиса Гибсон родилась в Каракасе. Училась на архитектурном факультете Центрального университета Венесуэлы. Говорит на испанском, английском и французском языках. Обучалась в Институте искусств Филадельфии по специальности «Дизайнер интерьера».

## Карьера

### Мисс Венесуэла
Гибсон стала шестой Мисс Миранда, выигравшей этот титул с того времени, как конкурс Мисс Венесуэла начался в 1952 году. Она также получила награду за лучшее лицо конкурса. 

### Мисс Вселенная
Марелиса представляла Венесуэлу на конкурсе «Мисс Вселенная 2010» в Лас-Вегасе (штат Невада, США) 23 августа 2010 года и не вошла в Топ-15. Это был третий раз за двадцать восемь лет, когда Венесуэла вошла в полуфинал конкурса.